# Cyrtorchis guillaumetii
Cyrtorchis guillaumetii là một loài thực vật có hoa trong họ Lan. Loài này được (Pérez-Vera) R.Rice mô tả khoa học đầu tiên năm 2005.